# Carlos Gaviria Díaz
Carlos Emilio Gaviria Díaz (Sopetrán, 8 de mayo de 1937-Bogotá, 31 de marzo de 2015) fue un abogado, profesor universitario, magistrado y político colombiano. 
Entre 2006 a 2009 fue el presidente del Polo Democrático Alternativo, partido de izquierda colombiano. También fue candidato a las Elecciones presidenciales de Colombia de 2006, siendo vencido por el entonces presidente Álvaro Uribe Vélez. Se le considera uno de los mejores juristas colombianos de la historia del país.

## Biografía

### Inicios
Carlos Gaviria cursó sus estudios de bachillerato en un colegio privado, se graduó en Derecho y Ciencias Políticas en la Universidad de Antioquia y asistió a la Universidad de Harvard como estudiante especial en las áreas de Jurisprudencia, Derecho Constitucional y Teoría Política (Carl J. Friedrich).

### Carrera judicial
Fue Juez Promiscuo Municipal de Rionegro y profesor durante más de treinta años de la Universidad de Antioquia. Entre abril de 1972 y marzo de 1973 fue presidente de la Asociación de profesores de la Universidad de Antioquia (ASOPRUDEA). Fue decano de la Facultad de Derecho de la Universidad de Antioquia entre 1967 y 1969, y vicerrector de la misma universidad, donde también dirigió el Instituto de Ciencia Política.  
Además, fue vicepresidente del Comité Regional por la defensa de los Derechos Humanos en Antioquia a finales de la década de 1980. Para entonces se desató una ola de violencia en Medellín y varios dirigentes, pensadores de izquierda y defensores de los Derechos Humanos fueron asesinados por bandas paramilitares en complicidad con fuerzas del Estado. Entre ellos se encontraba su amigo Héctor Abad Gómez. Tras el asesinato de Abad en 1987 y de otras personas cercanas a él, Gaviria abandona el país y se exilia en Argentina con la ayuda de Carlos Santiago Nino. 

### Magistratura
Luego de regresar a Colombia, Gaviria ocupó el cargo de Magistrado de la Corte Constitucional entre 1993 y 2001, de la cual fue presidente desde 1996. Durante ese período no abandonó la academia y se vinculó como profesor de la Facultad de Filosofía Universidad Libre (Colombia) y de la Facultad de Derecho de la Universidad de Los Andes, en asignaturas iusfilosóficas, dentro de las cuales fue particularmente famoso su seminario sobre Kelsen. Carlos Gaviria siempre fue defensor de la libertad de pensamiento, de la autonomía y de los derechos humanos. Sus sentencias más reconocidas tienen que ver con la dosis personal del consumo de drogas estupefacientes, la eutanasia y los derechos de los homosexuales.
En 2002, con 114.886 votos, la quinta votación más alta, se convirtió en senador por el Frente Social y Político, movimiento que agrupaba a varios sectores de izquierda. Su fuerza electoral estuvo concentrada, sobre todo, en Bogotá, Antioquia y Valle.

### Candidatura presidencial de 2006

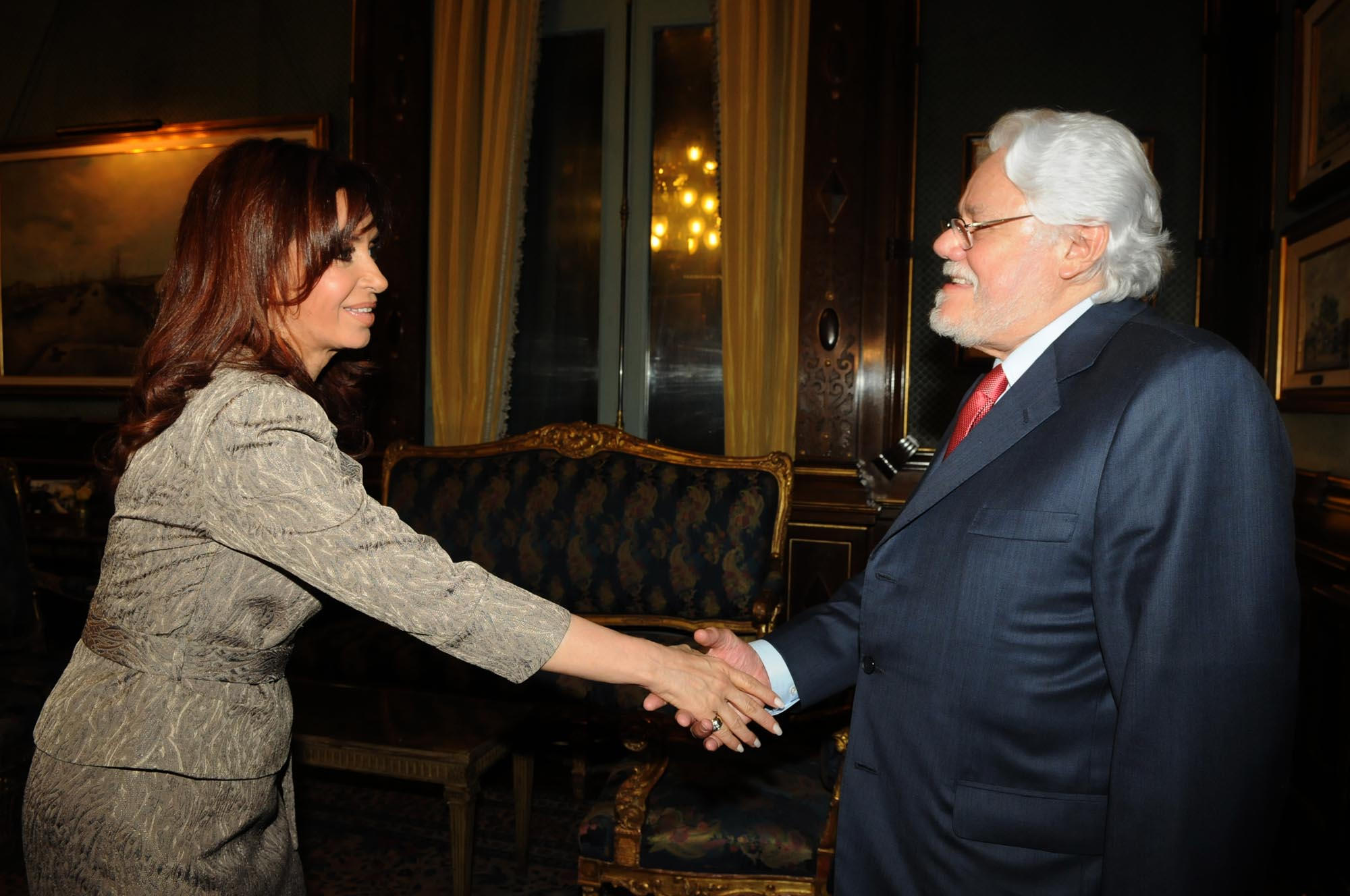
Carlos Gaviria con la presidenta de Argentina Cristina Fernández in 2008.

Carlos Gaviria fue elegido por voto popular para representar al Polo Democrático Alternativo como candidato a la presidencia de Colombia, para el periodo 2006 - 2010. Gaviria era representante del movimiento Alternativa Democrática, que venció en la consulta a Antonio Navarro Wolff, quien representaba al Polo Democrático Independiente, el día 12 de marzo de 2006. Estos dos movimientos se habían fusionado recientemente en el Polo Democrático Alternativo (PDA) para enfrentar las elecciones legislativas y presidenciales de 2006. Gaviria asumió la candidatura siendo respaldado por todo el partido. Su fórmula vicepresidencial fue Patricia Lara.
A pesar de perder  las elecciones del 28 de mayo de 2006, obtuvo la segunda votación más alta del país —aunque esta fue tres veces menor que la del candidato vencedor Álvaro Uribe Vélez—, logrando así una votación histórica para la izquierda en Colombia.
Al término de su candidatura presidencial fue nombrado presidente del partido de izquierda PDA, cargo que ocupó hasta el 11 de junio del 2009, cuando renunció para lanzar su precandidatura presidencial para la Consulta Interna del partido, la cual perdió ante Gustavo Petro.

#### Controversias
La campaña se desarrolló en medio de controversias a través de los medios de comunicación, y se denunció una guerra sucia entre los diferentes responsables de las campañas políticas. Uno de los incidentes fue el hecho de que el candidato-presidente Álvaro Uribe no aceptara participar en los debates con los demás candidatos, por lo que tales debates se dieron principalmente entre Horacio Serpa, candidato del Partido Liberal Colombiano, y Carlos Gaviria, del PDA, mientras que A. Uribe se comunicaba de manera individual con algunos medios de radio y televisión. Durante la campaña presidencial, en el noticiero CM&, la periodista Claudia Hoyos afirmó que el entonces senador y exmagistrado ostentaba una de las pensiones más altas del país. Sin embargo, tuvo que rectificar al día siguiente diciendo que había sido víctima de la guerra sucia entre los organizadores de las campañas presidenciales, luego de que el entonces candidato, en diálogo con el director del noticiero Yamid Amat, demostró con documentos que esos datos no eran ciertos. El Polo Democrático envió luego un comunicado donde atribuían la calumnia a los responsables de la campaña del presidente Álvaro Uribe Vélez.
Más adelante, el candidato-presidente Uribe dijo en un discurso que los colombianos deberían elegir "entre la seguridad democrática y entregarle el país a los comunistas disfrazados", a lo que Gaviria respondió diciendo que el presidente estaba nervioso y que por eso usaba un lenguaje macartista. Agregó que no era ningún comunista disfrazado sino un liberal en el sentido más puro de la palabra, y que ello se había visto reflejado en todas las acciones de su vida pública, por lo cual no contestaría más a las agresiones del presidente-candidato. Dicho lenguaje provocó protestas por parte de un grupo de intelectuales estadounidenses encabezados por Noam Chomsky, quienes enviaron una carta al presidente de la República, reclamando por la falta de garantías en la campaña presidencial.
Por aquellos días, aparecieron varias amenazas de exterminio por parte de grupos de extrema derecha dirigidas especialmente a estudiantes de la Universidad de Antioquia, así como a varias ONG de diferentes ciudades. Quienes amenazaban, decían ser el brazo armado de las ex AUC y hablaban de apoyar la reelección de Uribe y de acabar con los "comunistas disfrazados". Dichas amenazas preocuparon a las autoridades debido a los antecedentes que existen en el país en momentos de polarización política, donde se produjeron asesinatos de militantes de izquierda, defensores de los Derechos Humanos y estudiantes. Uribe respondió que gracias a su política de seguridad, la oposición tenía "garantías efectivas y no retóricas", política cuyos resultados y cuyo carácter democrático han sido recurrentemente cuestionados por las cifras reales de violencia en el país, especialmente contra los sindicalistas.

### Presidente del Polo Democrático Alternativo
Tras ocupar el segundo lugar en las elecciones de 2006, Gaviria fue nombrado presidente del PDA, cargo que ocupó hasta 2009 para lanzar su candidatura a la presidencia de la república para las elecciones del año 2010 siendo derrotado en las elecciones primarias por Gustavo Petro.

### Fallecimiento
Carlos Gaviria, de 77 años, permanecía hospitalizado en la Fundación Santa Fe, desde el 14 de marzo de 2015 por una fuerte afección respiratoria. El 31 de marzo de 2015, en horas de la noche, murió estando acompañado por su familia y amigos más cercanos. La biblioteca central de la Universidad de Antioquia, en su honor, lleva su nombre.

## Legado

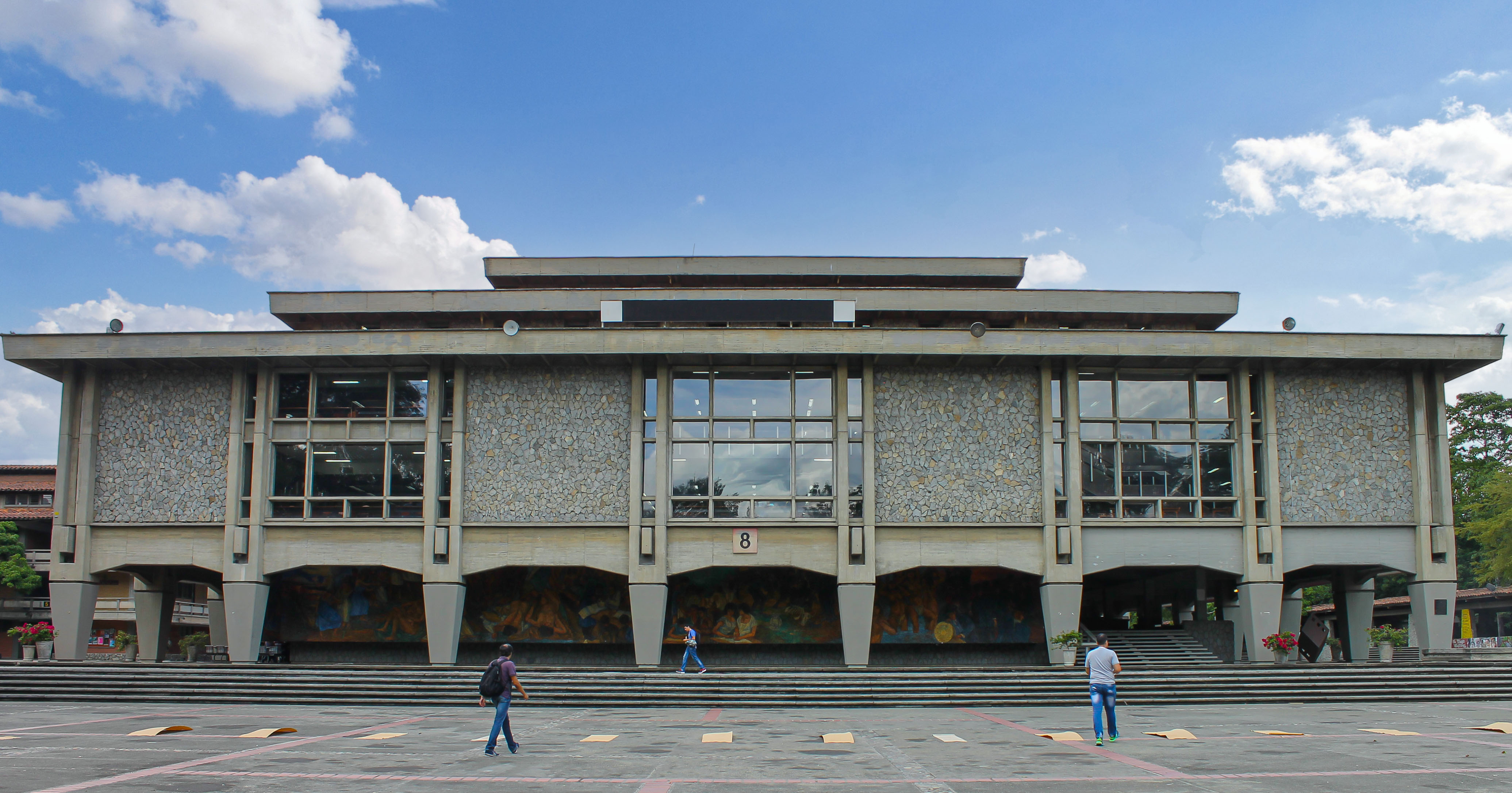
La Bilblioteca central de la Universidad de Antioquia desde 2015 lleva el nombre de Carlos Gaviria Díaz

En su honor, el Congreso colombiano expidió la Ley 1783 de 2016, en la cual se le rinde homenaje a su persona, tomándose, entre otras medidas, la compilación de sus obras, y otros homenajes similares. Fue uno de los magistrados que más luchó en Colombia para la despenalización de la dosis mínima.
La Biblioteca de la Universidad de Antioquia lleva el nombre de Carlos Gaviria Díaz desde el 9 de abril de 2015, «como reconocimiento a sus labores tanto en la institución como en la agenda política nacional».

## Obras
- Temas de introducción al Derecho (Señal Editora, 1992)
- Ética para una nueva sociedad (Secretaría de Educación de Medellín, 1997)
- Sentencias: herejías constitucionales (Fondo de Cultura Económica, 2002)
- Mito o logos: hacia la República de Platón (Luna Libros - Universidad del Rosario, 2013).